# Amilasemia
Amilasemia è un termine medico che viene utilizzato per indicare i valori di amilasi nel siero.

## Il Test
L'amilasi è un enzima che viene prodotto principalmente nel pancreas e nelle ghiandole salivari. Una piccola parte viene secreta anche dal fegato e dalle tube di Falloppio, ma le quantità rintracciabili nel sangue sono prevalentemente di produzione delle ghiandole salivari.
È coinvolta nella trasformazione dei carboidrati complessi in zuccheri semplici, come il glucosio.
Il range di normalità dell'amilasemia è di 53-123 U/l. Si riscontrano valori lievemente più alti negli anziani.

## Amilasemia ed Utilizzo Clinico
È in genere utilizzata nella diagnosi differenziale del dolore addominale assieme all'amilasuria, per distinguere la presenza di una pancreatite acuta, patologia che normalmente viene trattata con terapia medica, da una occlusione intestinale, che spesso può richiedere un intervento chirurgico.
Il sospetto di pancreatite acuta, sindrome caratterizzata da un dolore improvviso e intenso in epigastrio, nonché da prostrazione fisica importante, viene confermato dal rapido innalzamento (3-6 ore) dell'amilasi e della lipasi, con un picco intorno alle 24 ore. La normalizzazione dei valori avviene nelle 48-72 ore successive all'evento acuto, dopo aver raggiunto e a volte superato, almeno tre-quattro volte quelli normali.

## Altre patologie
Pur essendo un esame strettamente correlato ed utilizzato nella diagnosi delle pancreatiti acute, si possono rilevare valori aumentati anche in altre situazioni:
alcolismo, colelitiasi, parotite epidemica, rottura tubarica, ulcera peptica perforata, ipertiroidismo, insufficienza renale.
I valori tendono ad essere al di sotto del range di normalità nelle seguenti patologie:
cirrosi epatica, epatiti, tireotossicosi grave, carcinoma del pancreas